# Колере
Колере (фр. Colleret) насеље је и општина у североисточној Француској у региону Север-Па д Кале, у департману Север која припада префектури Авне сир Елп.
По подацима из 2011. године у општини је живело 1677 становника, а густина насељености је износила 89,25 становника/km². Општина се простире на површини од 18,79 km². Налази се на средњој надморској висини од 181 метар (максималној 214 m, а минималној 138 m).

## Демографија
| 1962. | 1968. | 1975. | 1982. | 1990. | 1999. | 2011. |
| ----- | ----- | ----- | ----- | ----- | ----- | ----- |
| 1.602 | 1.606 | 1.665 | 1.627 | 1.721 | 1.649 | 1.677 |

График промене броја становника у току последњих година